# ناوتو ساگو
ناوتو ساگو (انگلیسی:Naoto Sago) کاراته کا ژاپنی است. در مسابقات کاراته قهرمانی جهان ۲۰۱۸ که در مادرید، اسپانیا برگزار شد، او مدال نقره را در مسابقات کومیته ۶۰- کیلوگرم مردان بدست آورد. وی قرار است نماینده ژاپن در بازی‌های المپیک تابستانی ۲۰۲۰ در کاراته باشد.

## دستاوردها
| سال  | رقابت                | محل    | رتبه بندی | رویداد             |
| ---- | -------------------- | ------ | --------- | ------------------ |
| ۲۰۱۸ | مسابقات جهانی کاراته | مادرید | دوم       | کومیته ۶۰- کیلوگرم |